# Visual Basic
Cet article concerne le langage Visual Basic, commercialisé avec Microsoft Visual Studio 6.0 et antérieur. Pour la version de Visual Basic commercialisée avec Microsoft Visual Studio .Net, voir Visual Basic .NET.
Visual Basic (VB) est un langage de programmation événementielle de troisième génération ainsi qu'un environnement de développement intégré, créé par Microsoft pour son modèle de programmation COM. Visual Basic est directement dérivé du BASIC et permet le développement rapide d'applications, la création d'interfaces utilisateur graphiques, l'accès aux bases de données en utilisant les technologies DAO, ADO et RDO, ainsi que la création de contrôles ou objets ActiveX. Les langages de script tels que Visual Basic for Applications et VBScript sont syntaxiquement proches de Visual Basic, mais s'utilisent et se comportent de façon sensiblement différente.
Un programme en VB peut être développé en utilisant les composants fournis avec Visual Basic lui-même. Les programmes écrits en Visual Basic peuvent aussi utiliser l'API Windows, ceci nécessitant la déclaration dans le programme des fonctions externes.
Dans une étude conduite en 2005, 62 % des développeurs déclaraient utiliser l'une ou l'autre forme de Visual Basic. Selon la même étude, les langages les plus utilisés dans le domaine commercial étaient Visual Basic, C++, C# et Java.
La dernière mise à jour de Visual Basic est la version 6.0, sortie en 1998. Le support étendu Microsoft a pris fin en 2008. À partir de la version 7, le Visual Basic subit des changements substantiels le rapprochant de la plate-forme « dot Net », et qui amènent Microsoft à le commercialiser sous le nom de Visual Basic .NET.

## Fonctionnalités du langage
Visual Basic a été conçu pour être facile à apprendre et à utiliser. Le langage permet de créer des applications graphiques de façon simple, mais également de créer des applications véritablement complexes. Programmer en VB est un mélange de plusieurs tâches, comme disposer visuellement les composants et contrôles sur les formulaires, définir les propriétés et les actions associées à ces composants, et enfin ajouter du code pour ajouter des fonctionnalités. Comme les attributs et les actions reçoivent des valeurs par défaut, il est possible de créer un programme simple sans que le programmeur ait à écrire de nombreuses lignes de code. Les premières versions ont souffert de problèmes de performance, mais avec l'apparition d'ordinateurs plus rapides et grâce à la compilation en code natif, ce problème de performance s'est estompé.
Bien que les programmes puissent être compilés en code natif depuis la version 5, ils requièrent toujours pour fonctionner la présence du moteur d'exécution ou runtime, pour une taille d’environ 2 MB. Ce moteur d'exécution est inclus par défaut dans Windows 2000 et versions ultérieures sous forme de bibliothèques dynamiques. Pour les versions précédentes de Windows, le moteur d'exécution doit être distribué avec l’exécutable lui-même.
Dans l'IDE, les formulaires sont créés en utilisant la technique de glisser-déposer, permettant de disposer des contrôles (boîte de saisie, case à cocher, bouton, etc.) sur le formulaire. Les contrôles possèdent tous des attributs et des gestionnaires d’événements associés. Des valeurs par défaut sont attribuées, qui peuvent être modifiées par le programmeur. De nombreux attributs peuvent être modifiés dynamiquement lors de l’exécution, en réponse à des actions de l’utilisateur ou à des changements dans l’environnement. Par exemple, il est possible d’ajouter du code dans le gestionnaire de l’événement redimensionnement du formulaire, afin de maintenir celui-ci en permanence au centre de l’écran ou encore d’agrandir le formulaire afin qu’il occupe toute la surface de l’écran. En ajoutant du code dans le gestionnaire de l’événement « KeyPress » (touche enfoncée) d'une boîte de saisie, le programme pourrait automatiquement convertir les minuscules en majuscules ou inversement, ou encore interdire l'insertion de certains caractères.
Visual Basic permet de créer des exécutables (fichiers .EXE), des contrôles ActiveX ou des DLL, mais son usage premier est la réalisation d’applications Windows et l’interfaçage Web avec des bases de données. On peut utiliser des boîtes de dialogue simplifiées (par exemple pas de Maximize/Minimize) pour fournir des fonctionnalités de type pop-up. Les contrôles fournissent les fonctionnalités de base de l’application, les programmeurs ajoutant simplement le fonctionnel supplémentaire en insérant du code dans les gestionnaires d’événements appropriés. Par exemple, une boîte de sélection déroulante est directement capable d’afficher sa liste et de permettre à l’utilisateur de choisir l’un de ses éléments. Un gestionnaire d’événement est appelé lorsqu’un élément est sélectionné, par exemple pour remplir une liste associée.
Un composant Visual Basic peut aussi ne pas avoir d’interface utilisateur et fournir à la place des objets ActiveX aux autres programmes, au travers du Component Object Model (COM).
Le langage dispose d'un mécanisme de récupération de mémoire (Ramasse-miettes), utilisant le mécanisme de « comptage de référence ». Il dispose également d’une grande bibliothèque d’utilitaires et offre les bases du support de la Programmation Orientée Objet. Dans la mesure où les composants les plus communs sont inclus par défaut dans le modèle de projet standard, il est rarement nécessaire pour le programmeur d’utiliser des bibliothèques additionnelles. À la différence de beaucoup d’autres langages de programmation, Visual Basic n’est en général pas sensible à la casse (l’usage des majuscules ou des minuscules est indifférent), bien qu’il transforme automatiquement l’écriture des mots-clés selon une convention standard et qu’il force l’écriture des variables dans le code à être identique à l’écriture employée lors de la déclaration. En revanche, les comparaisons de chaînes de caractères sont elles sensibles à la casse par défaut, mais ce comportement est modifiable à volonté.

## Caractéristiques de Visual Basic
Visual Basic possède quelques caractéristiques inhabituelles :
- Rétrocompatibilité avec les (anciennes) versions du BASIC de Microsoft (QBasic/QuickBasic) permettant le portage de vieux programmes.
- Possibilité d'utiliser à la fois des méthodes procédurales à l'ancienne (via des branchement avec des labels. Ex.: <label>: GOTO <label> ; et des sous-procédures du type GOSUB <label> ... RETURN), et à la fois des techniques plus modernes comme la programmation orientée objet (avec des modules de classe...).
- Optionnalité d'un grand nombre de déclarations (typage, référencement, portées...) ainsi qu'une syntaxe souple (espaces facultatifs).
- La constante booléenne True a la valeur numérique -1[4]. Ceci est dû au fait que le type booléen est codé comme un entier de 16 bits signé. Dans cette représentation, -1 est codé comme une suite de 16 « 1 binaires » (la valeur booléenne True), et que 0 est codé comme 16 « 0 binaires » (la valeur booléenne False) ; lorsqu'on effectue l’opération Non Logique sur un entier signé de 16 bits valant 0, on obtient -1. En d’autres termes, True = Not False. Cette caractéristique intrinsèque devient particulièrement utile lorsque l’on effectue des opérations logiques bit à bit sur un entier, telles qu’And, Or, Xor et Not. Cette définition est également globalement cohérente avec les implémentations de BASIC depuis Microsoft Basic, au début des années 1970. C’est également en adéquation avec les caractéristiques des microprocesseurs de cette période.
- Les opérateurs bit à bit et les opérateurs logiques sont les mêmes. Ce n’est en revanche pas le cas dans tous les langages dérivés de C (tels que Java et Perl) qui disposent d’opérateurs différenciés pour les opérations logiques et les opérations bit à bit. Ceci est également une caractéristique traditionnelle du langage BASIC.
- Base de tableaux variable. Les tableaux sont déclarés en spécifiant les bornes inférieures et supérieures, de la même façon qu’en Pascal ou qu’en Fortran. Il est également possible d’utiliser l’instruction « Option Base » pour spécifier l’indice de borne inférieure par défaut. L’usage de cette instruction peut prêter à confusion lors de la lecture de code Visual Basic et il est préférable d’éviter son utilisation ; on lui préférera la déclaration explicite de la borne inférieure du tableau. Cette borne inférieure n’est pas limitée aux seules valeurs zéro ou un, elle peut aussi être spécifiée explicitement lors de la déclaration de la variable. Ainsi, les bornes inférieures et supérieures sont toutes deux programmables. Dans d’autres langages, la borne inférieure des tableaux n’est pas programmable. Cette caractéristique n’existe pas dans Visual Basic .NET ni dans VBScript. L’instruction Option Base a été introduite dans la norme ANSI, avec la norme ANSI pour BASIC minimal, à la fin des années 1970. L’extension permettant d’utiliser la forme de DIM A(1976 TO 2002) a été introduite pour la première fois dans le BBC Basic, disponible dans le BBC micro, lui-même influencé par COMAL (en).
- Forte intégration avec le système d’exploitation Windows ainsi qu’avec le modèle COM.
- L’arrondi bancaire est utilisé par défaut lors de la conversion de nombres réels en entiers.
- Les nombres entiers sont automatiquement convertis en nombres réels dans les expressions où apparaît l’opérateur de division normale (/) afin que la division d’un entier impair par un entier pair produise le résultat intuitivement espéré. Il existe un opérateur spécifique pour la division entière (\) qui lui tronque le résultat.
- Par défaut, si une variable n’est pas déclarée du tout ou si elle est déclarée sans spécification explicite de type, elle prend le type « Variant ». Cependant, ce comportement peut être modifié par l’utilisation d’instructions DefType telles que DefInt, DefBool, DefObj, DefStr, etc. Il existe 12 instructions DefType dans Visual Basic 6.0. Un type par défaut peut être remplacé dans une déclaration spécifique en utilisant un suffixe spécial accolé au nom de la variable (# pour Double, ! pour Single, & pour Long, % pour Integer, $ pour String and @ pour Currency). Il est aussi possible d’utiliser la forme As (type). Il est également possible de configurer VB afin qu’il exige la déclaration explicite de toutes les variables, en utilisant la commande Option Explicit.

## Évolution de Visual Basic
VB 1.0 a vu le jour en 1991. Le principe de connexion d’un langage de programmation avec une interface utilisateur graphique est dérivé d’un prototype appelé Tripod, développé par Alan Cooper. Microsoft avait alors contacté Cooper et ses associés pour développer un Shell programmable pour Windows 3.0, sous le nom de code Ruby (aucun lien avec le langage de programmation Ruby).
Tripod ne contenait aucun langage de programmation et Ruby contenait uniquement un processeur de commandes rudimentaire suffisant pour tenir le rôle d’un Shell Windows. Finalement, Microsoft décida d’utiliser le simple Program Manager comme Shell pour Windows 3.0, à la place de Ruby, et de combiner Ruby avec le langage Basic pour créer Visual Basic.
Ruby a fourni la partie « Visual » de Visual Basic – l’éditeur de fenêtres et les outils d’édition – associé avec la possibilité de charger des bibliothèques dynamiques, contenant des contrôles additionnels (qui s’appelaient alors des « gizmos »). Les extensions « gizmos » de Ruby devinrent par la suite l’interface VBX.

### Visual Basic, de VB1 à VB6
- Le projet ‘Thunder’ est lancé.
- Visual Basic 1.0 (mai 1991) pour Windows est présenté au Comdex/Windows à Atlanta, Géorgie.
- Visual Basic 1.0 pour DOS est présenté en septembre 1992. Le langage n’était pas totalement compatible avec Visual Basic pour Windows, car il était en fait la nouvelle version des compilateurs Microsoft BASIC pour DOS, Quick Basic et BASIC Professional Development System. L’interface était en mode texte et utilisait le jeu de caractères ASCII étendu pour simuler une interface graphique.
- Visual Basic 2.0 est présenté en novembre 1992. L’environnement de développement était plus facile à utiliser et la vitesse avait été améliorée. Un fait marquant était que les formulaires étaient devenus des objets instanciables, posant ainsi le concept de base de modules de classe, qui devinrent plus tard disponibles dans VB4.
- Visual Basic 3.0 fut présenté pendant l’été 1993, disponibles en édition Standard ou Professionnelle. VB3 intégrait la version 1.1 du moteur de base de données Microsoft Jet, qui pouvait lire et écrire les bases de données Jet (ou Access) 1.x.
- Visual Basic 4 (août 1995) a été la première version qui pouvait générer des programmes Windows 16 et/ou 32 bits. Cette version introduisait également la possibilité d’écrire des classes sans interface utilisateur. Des incompatibilités entre les différentes versions de VB4 causèrent des problèmes d’installation et de fonctionnement.
- La version 5.0 de Visual Basic, sortie en 1997 ne fonctionnait plus qu’avec les versions 32 bits de Windows. Les programmeurs préférant développer des applications 16-bits pouvaient importer les programmes de VB4 vers VB5 [réf. nécessaire], et inversement. Visual Basic 5.0 a aussi introduit la possibilité de créer des contrôles utilisateurs personnalisés ainsi que la possibilité de générer des exécutables Windows natifs, ce qui améliorait la vitesse d’exécution des programmes effectuant beaucoup de calculs.
- Visual Basic 6.0 (mi-1998) a apporté de nombreuses améliorations dans différents domaines, notamment la possibilité de créer des applications Web-based. VB6 n'est plus supporté par Microsoft depuis mars 2008.
- Microsoft a cessé le support grand public pour Visual Basic 6.0 le 31 mars 2005. Le support étendu a pris fin en mars 2008[5]. En réaction, la communauté des utilisateurs Visual Basic a fait part de ses préoccupations à ce sujet et a incité les utilisateurs à signer une pétition afin de permettre de maintenir le produit en vie. À ce jour, Microsoft a refusé de modifier sa position à ce sujet. Ironiquement, il fut révélé au même moment que le nouvel Anti-Spyware de Microsoft, Microsoft AntiSpyware (racheté à GIANT Software Company) était écrit en Visual Basic 6.0. Windows Defender Beta 2 a été réécrit en C++/CLI.

## Langages dérivés
Microsoft a développé des langages dérivés, pour des usages de langages de Script :
- Visual Basic pour Applications (VBA) est inclus dans de nombreuses applications Microsoft (Microsoft Office) ainsi que dans de nombreux produits tiers tels qu’AutoCAD, WordPerfect Office 2002, etc. Il y a de petites incohérences dans la façon dont VBA est implémenté dans les différentes applications, mais VBA reste un langage très proche de VB6 et utilise le même moteur d’exécution.
- VBScript est le langage par défaut pour Active Server Pages (ASP) et peut être utilisé pour faire du scripting Windows ainsi que du scripting web côté client. Bien qu’il ressemble syntaxiquement à VB, c’est un langage différent et séparé, qui utilise vbscript.dll pour son exécution au lieu du moteur d'exécution VB. Ces différences peuvent affecter les performances d’un site web ASP. ASP et VBScript ne doivent pas être confondus avec ASP .NET, qui utilise Visual Basic .NET ou tout autre langage destiné au .NET Common Language Runtime (CLR).
- Visual Basic .NET est le successeur désigné de Microsoft à Visual Basic 6.0, et fait partie de la plate-forme Microsoft .NET. Celui-ci se compile et s’exécute sur l'architecture .NET(le framework .NET). Visual Basic .NET n’est pas rétrocompatible avec VB6. Un outil de conversion existe, mais pour de nombreux projets, la conversion automatique est impossible.

## Performances et autres problèmes
Les premières versions de Visual Basic (avant la version 5.0) généraient uniquement du P-Code ou pseudo code. Visual Basic 5 et 6 sont capables de compiler en P-code ou en code natif, au choix du programmeur. Le P-code est interprété par le runtime du langage, aussi appelé machine virtuelle. L’avantage réside dans la portabilité et la petitesse du code. Cependant, ceci ralentit généralement l’exécution des programmes, car cela ajoute une couche supplémentaire d’interprétation. Il est possible de construire de petites portions de codes ou certains algorithmes qui s’exécutent plus rapidement en P-code qu’en code natif.
Les applications Visual Basic requièrent la présence du Microsoft Visual Basic Runtime MSVBVMxx.DLL, où xx est le numéro de version, soit 50 ou 60. MSVBVM60.DLL est fourni en standard avec toutes les versions de Windows suivant Windows 98, alors que MSVBVM50.DLL était présents avec toutes les éditions de Windows postérieures à Windows 95. Ainsi, pour une machine sous Windows 95, il était obligatoire que les programmes Visual Basic soient distribués avec la Dll appropriée.
Visual Basic est critiqué pour sa gestion mémoire peu performante et pour la possibilité qu’il offre de pouvoir construire du code utilisant des constructions peu académiques, pouvant donner de mauvaises habitudes de programmation et permettant d’écrire du code peu performant. En Visual Basic, il peut parfois être difficile de dire si une variable est une référence à un objet ou bien l’objet lui-même.
Dans le même ordre d’idée, il est parfois difficile de dire si une opération va copier la référence d’un objet ou bien copier l’entièreté de l’objet. Cette ambiguïté peut être la cause de comportements non prévus, ou résulter en un programme aux piètres performances.

## Exemples de code
Voici quelques exemples de code Visual Basic :
Fonction qui renvoie (calcule) l’aire d’un cercle :
```
Private
 
Function
 
AireDuCercle
(
Rayon
 
As
 
Double
)
 
As
 
Double

    
Const
 
PI
 
=
 
3.14159265358979

    
AireDuCercle
 
=
 
PI
 
*
 
(
Rayon
 
^
 
2
)

End
 
Function

```

Programme affichant une fenêtre avec les mots « Hello World »
```
Sub
 
Main
()

    
MsgBox
(
"Hello World"
)

End
 
Sub

```

Démarrer une application tierce depuis Visual Basic :
```
Private
 
Sub
 
Run_Notepad
()

    
Shell
 
"%SystemRoot%\notepad.exe"
,
 
vbMinimizedNoFocus

    
'ouvre Notepad, car Notepad est dans le répertoire System

    
'%SystemRoot% est une variable d'environnement contenant le chemin du répertoire Windows System.

End
 
Sub

```

Programmation objet :
```
Imports
 
System.Net.Mail

Public
 
Class
 
Form1

    
Private
 
Sub
 
CheckBox1_CheckedChanged
(
sender
 
As
 
Object
,
 
e
 
As
 
EventArgs
)
 
Handles
 
CBaccept
.
CheckedChanged

        
Button1
.
Visible
 
=
 
True

        
If
 
CBaccept
.
Checked
 
=
 
False
 
Then

            
Button1
.
Visible
 
=
 
False

        
End
 
If

    
End
 
Sub

    
Private
 
Sub
 
Button1_Click
(
sender
 
As
 
Object
,
 
e
 
As
 
EventArgs
)
 
Handles
 
Button1
.
Click

        
If
 
TBnom
.
Text
 
=
 
""
 
Or
 
TBmail
.
Text
 
=
 
""
 
Or
 
TBpasse
.
Text
 
=
 
""
 
Or
 
TBcpasse
.
Text
 
=
 
""
 
Or
 
TBprenom
.
Text
 
=
 
""
 
Or
 
TBpseudo
.
Text
 
=
 
""
 
Or
 
TBcandidature
.
Text
 
=
 
""
 
Or
 
CBaccept
.
Checked
 
=
 
False
 
Then

            
MsgBox
(
"Vous devez tout remplir correctement"
)

            
Exit
 
Sub

        
End
 
If

        
If
 
TBpasse
.
Text
 
<>
 
TBcpasse
.
Text
 
Then

            
MsgBox
(
"le mot de passe ne correspond pas"
)

            
Exit
 
Sub

        
End
 
If

        
Dim
 
Nom
 
=
 
TBnom
.
Text

        
Dim
 
Prenom
 
=
 
TBprenom
.
Text

        
Dim
 
Mail
 
=
 
TBmail
.
Text

        
Dim
 
Passe
 
=
 
TBpasse

        
Dim
 
Candidature
 
=
 
TBcandidature

        
Dim
 
Pseudo
 
=
 
TBpasse

        
Dim
 
Message
 
=
 
"Test"
 
&
 
Pseudo
 
&
 
vbCrLf
 
&
 
"candidature "
 
&
 
Candidature
 
&
 
vbCrLf
 
&
 
"prenom"
 
&
 
Prenom

        
Dim
 
MyMailMessage
 
As
 
New
 
MailMessage
()

        
Dim
 
SMTPServer
 
As
 
New
 
SmtpClient
(
"exemple@gmail.com"
)

        
MyMailMessage
.
From
 
=
 
New
 
MailAddress
(
"exemple@gmail.com"
)

        
MyMailMessage
.
To
.
Add
(
"exemple@gmail.com"
)

        
MyMailMessage
.
Subject
 
=
 
(
"sujet du message"
)

        
MyMailMessage
.
Body
 
=
 
(
"Message"
)

        
SMTPServer
.
Port
 
=
 
(
"587"
)
 
'Port

        
SMTPServer
.
Credentials
 
=
 
New
 
System
.
Net
.
NetworkCredential
(
"Adresse_Expediteur"
,
 
"Mot_de_passe_expediteur"
)

        
SMTPServer
.
EnableSsl
 
=
 
True

        
SMTPServer
.
Send
(
MyMailMessage
)
 
'Envoi

    
End
 
Sub

End
 
Class

```

## Développement d’interfaces utilisateurs graphiques en Visual Basic 6.0
Visual Basic permet de développer des interfaces utilisateurs graphiques très riches. De nombreux types de logiciels peuvent être créés rapidement, tels que (liste non exhaustive) : logiciel d’édition d’images, éditeurs de texte et applications de bases de données.